# 搠思吉斡节儿
搠思吉斡节儿，又作搠思哥月即儿，元朝学者，畏兀儿人，一说为蒙古人。原名达表多吉（意为“无我金刚”），法名搠思吉斡节儿（意为“法光”）。
搠思吉斡节儿曾拜萨迦派高僧八思巴为师，学识渊博，精通蒙古语、畏兀儿语、吐蕃语，对巴宁、陀密桑巴塔、萨思迦班底达·公哥监藏等梵藏学者的语言理论很有研究。元武宗时，作为著名佛经译师，曾率领译人将藏文经（修多罗）、咒（陀罗尼）陆续译成畏兀体蒙古文。元仁宗时，他被封为国师。还译有《菩提行经》（《入菩提行论》）《五守护经》《十二因缘经》《妙法莲华经》颂文等大量梵藏文佛经，撰有《入菩提行论疏》。
所著蒙古语早期语法著作《蒙文启蒙》（又作《心耳》《心脂》《心箍》），系统阐述了蒙古文拼写方法。补充蒙文字母，修订正字法，为畏兀体蒙古文的规范化奠定了基础，常为后世蒙古语言学者引鉴。原书已佚。据成书于18世纪的《蒙文启蒙诠释》转述的内容，他对八思巴字持否定态度，主张用畏兀体蒙文译写佛经。对畏兀体蒙文拼写规则进行了阐述，将其字母区分为元音、辅音两大类，又将元音字母分成阳、阴、中性三组，详举了123个开音节和11个韵尾。对各种常用语法附加成分写法也分别加以规定。